# LMS Fowler Class 4F
A London, Midland and Scottish Railway (LMS) Fowler 4F é uma classe de locomotivas no padrão 0-6-0 na classificação Whyte designada para serviço de fretamento de cargas médias.
|  |  |